# L'Isle-d'Espagnac
 L'Isle-d'Espagnac  es una población y comuna francesa, en la región de Poitou-Charentes, departamento de Charente, en el distrito de Angoulême y cantón de Ruelle-sur-Touvre.

## Demografía
| 3655 | 3814 | 4960 | 5008 | 4795 | 4921 |
| Para los censos de 1962 a 1999 la población legal corresponde a la población sin duplicidades (Fuente: INSEE [Consultar]) |      |      |      |      |      |